# ブラック川 (ワシントン州シェヘイリス川水系)

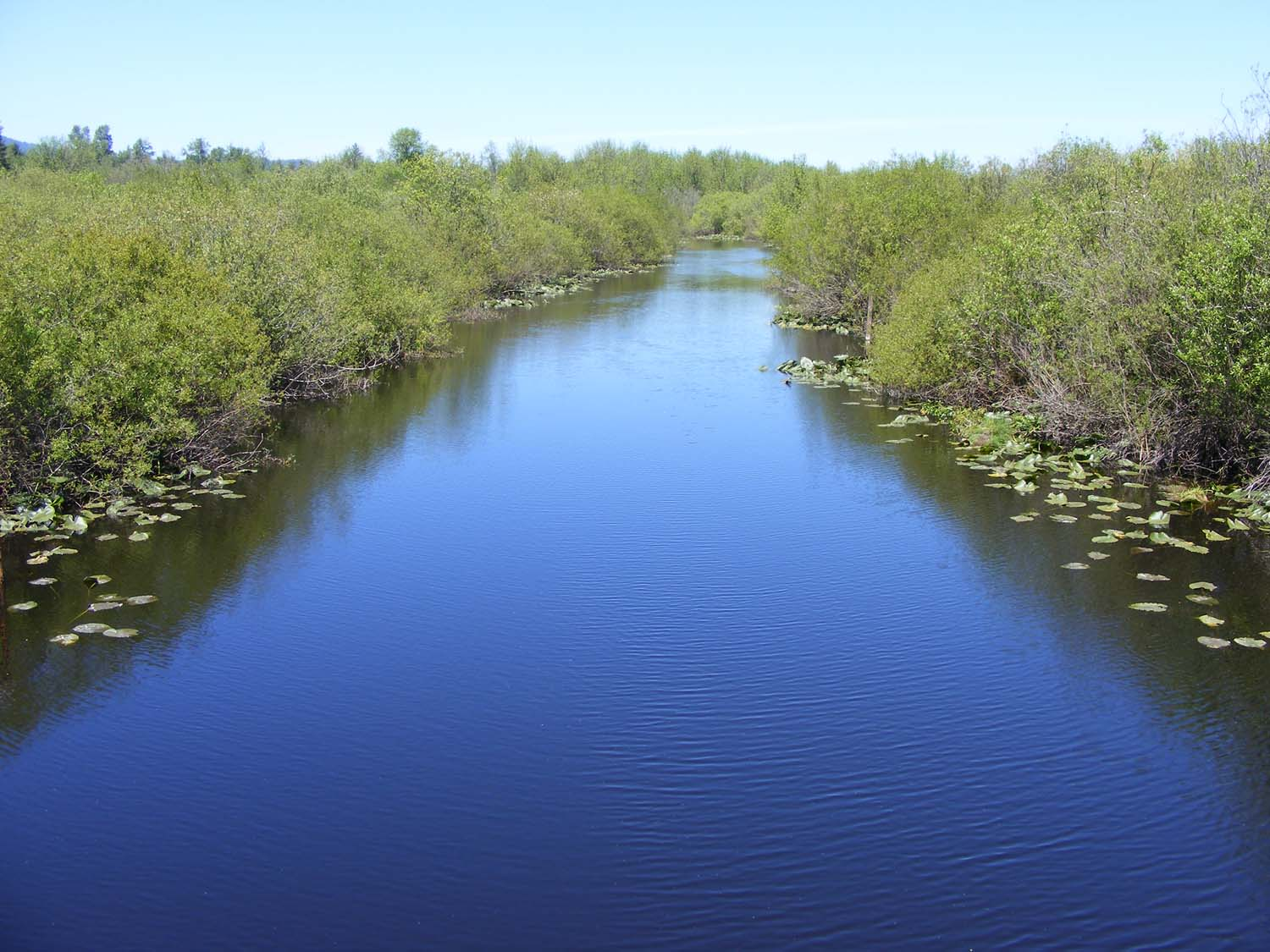
ブラック川。

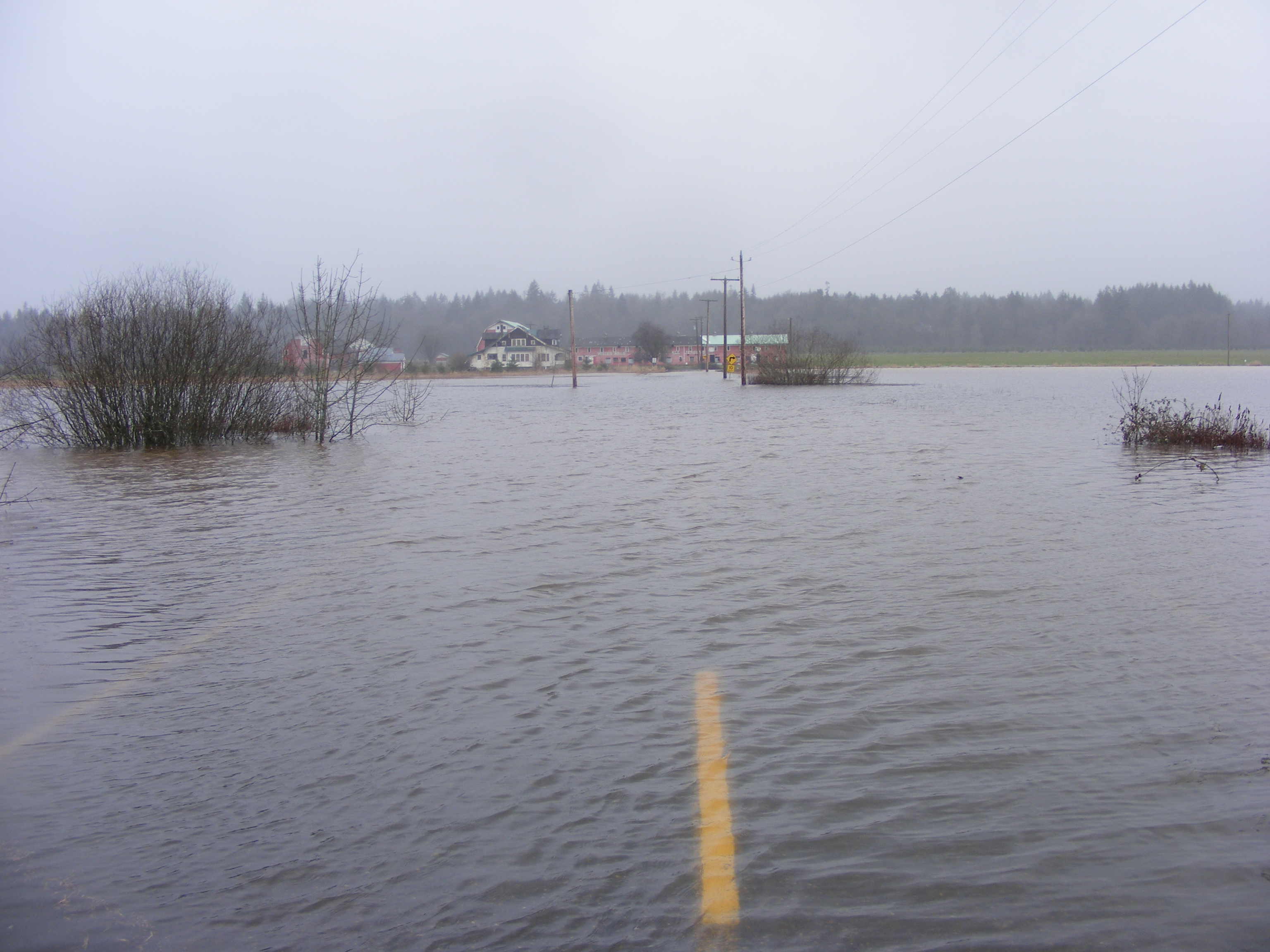
2009年1月7日、ブラック川の氾濫による洪水被害。

ブラック川（ブラックがわ、Black River）は、アメリカ合衆国ワシントン州サーストン郡を流れる川。概ね25-マイル 長さ (40 km)、流域面積は144平方マイル (370 km2)である。ブラック川の源は、タムウォーターの西3マイル (4.8 km)に位置するブラック湖 (Black Lake) である。川は、州の自然地域 (State Natural Area) を成すマイマ丘陵を通って概ね南へ流れ、次いで、南西に進んでラーチェスターを通り、グレイズハーバー郡に入って、シェヘイリス族のインディアン居留地でシェヘイリス川に注ぐ。
毛皮商人だったジョン・ワーク (John Work) は、このブラック川についての最初の記述を、1824年に、次のように残した。「ブラック川という名は、この川の水の色から名付けられたものである ... この川では多数のサケの死骸が見つかるが、生きている個体もかろうじて水中を動いているだけである。」
ニスクアリー国立野生生物保護区の一部であるブラック川地区は、ブラック湖の南端から川沿いに5マイル (8km) ほどの間に広がっている。